# Славейко Димитров (офицер)
Славейко Димитров Славов е български офицер, генерал-майор.

## Биография
Роден е на 16 ноември 1933 г. в търговищкото село Острец. В периода 1985 – 1990 г. е началник на НШЗО „Христо Ботев“. След това става началник на Софийското военно окръжие. През 1993 г. е избран за съдебен заседател във Върховния съд.